# 大王 (ヤマト王権)
大王（おおきみ、だいおう）または治天下大王（あめのしたしろしめすおおきみ、ちてんかだいおう）は、大和時代から飛鳥時代にかけてのヤマト王権の首長の称号、あるいは倭国の君主号。

## 概要
5世紀頃にヤマト王権の首長（王）の称号である「大王」号が成立し、これ以降、飛鳥浄御原令の編纂が始まった680年代まで日本国内で用いられた。なお、初期においては統一王権の王とするかどうかで学説が分かれる。「おおきみ」との和訓については、主人や貴人を表す“キミ”に偉大さや特別に尊いことを表す接頭語“オオ／オホ”を当てて“オオキミ／オホキミ”とするものであるが、他方で、これは“キミ”の尊称としての和語に過ぎず、「大王」（ダイオウ）は中国からの王号賜与を根源とする漢語の称号とするものもある。「大王」と記されている用例は多く、天皇や皇族の敬称とも解されている。

## 中国文献に見える日本の王の称号
本来、「王」とは中原において神々への祭祀を司る宗教的な最高権威であり、時代が下っては「中原の主」を意味するようになったものである。周代には天下を統治する唯一の天子として王の称号があったが、華北の黄河文明諸国の風下に立つことを潔しとしない揚子江文明圏の大国には楚、呉、越のように君主が王を名乗るものもあった。戦国時代に入りしばらくすると、華北でも周王の臣下である諸侯のうち領域国家化を達成した大国の君主が周王に取って代わる天下で唯一の「王」を自称し、王が乱立した。その後、中華世界を初めて統一した（紀元前221年）秦王嬴政（始皇帝）は、価値を落とした「王」に代わり「皇帝」を使用した。その後、秦が成立する（紀元前221年）と、王号は皇帝の臣下へ与えられる称号（諸侯王）、あるいは皇帝の天下の権威を認めて従属姿勢を示す周辺国家の長に贈る称号として定着した（故に例えば漢の対等国であった匈奴の君主は単于であり王ではない）。
日本に関連する王号の初出は、漢の光武帝が57年に奴国の王に賜綬した金印に彫られている「漢委奴国王」である。
次いで、『後漢書』安帝紀の永初元年（107年）の記事に初めて「倭国王」の語が見える。安帝紀に「倭国王帥升等」とあるように、倭国王を地域の小国家ではなく地域国家連合の首長としての「倭国の王」と考えると、これは倭国の成立を示すものである。
それから、やや下った時代の卑弥呼も、魏によって倭国（都は邪馬台国）の統一女王と認知される。

## 「大王」表記の成立
| 稲荷山古墳出土鉄剣（国宝）埼玉県立さきたま史跡の博物館展示。左は表面、右は裏面。 |  | 稲荷山古墳出土鉄剣（国宝）埼玉県立さきたま史跡の博物館展示。左は表面、右は裏面。 |
| 稲荷山古墳出土鉄剣（国宝）埼玉県立さきたま史跡の博物館展示。左は表面、右は裏面。 |  |                                                                                  |

倭の五王の「済」に比定される允恭天皇は、千葉県の稲荷台1号古墳から出土した王賜銘鉄剣にある「王賜□□敬□」の「王」とする説があり「大王」ではなかったとも考えられている。「武」に比定されるワカタケル王（雄略天皇）については、埼玉県の稲荷山古墳から出土した鉄剣銘に「獲加多支鹵大王」とあり、また熊本県の 江田船山古墳から出土した銀象嵌銘大刀の銘文には「治天下獲□□□鹵大王」とあることから、国内において治天下大王の称号を名乗っていたと推測され、この頃（5世紀後期）には治天下大王の称号が生まれたことを示唆している。
日本書紀には、大鷦鷯天皇（仁徳天皇）即位前紀に「大王、風姿…」と見えるが、編纂からはるか以前の仁徳天皇の時代から用いられていたかは定かではない。大王の表記はこの応神紀で初めて見え、その後は、允恭紀、雄略紀、顕宗紀、継体紀などでみられる。
和歌山県の隅田八幡神社所蔵の人物画像鏡の銘に「癸未年八月日十 大王年 男弟王 在意紫沙加宮時 斯麻 念長寿 遣開中費直穢人今州利二人等取白上同二百旱 作此鏡」（福山俊男による）とあり、「大王」や「男弟王」などの記述が見られる。このことから鏡が作製された癸未年には「大王」の称号が使われていたものと推察できるが、癸未年の解釈をめぐっては、383年、443年、503年、623年などの説がある。このうち443年（允恭天皇）、503年（武烈天皇）が有力な説とみなされ、443年を採ると5世紀の半ばの允恭天皇の頃には「大王」表記が用いられていたことになる。しかし、紀年銘の異体字をはじめ釈読の定まらない文字が多く、銘文の内容について解釈が多様化しており、「大王」表記の厳密な使用開始年代ははっきりしない。
その他、『隋書』「卷八十一 列傳第四十六 東夷 俀國」に記述されている開皇20年（600年）第1回遣隋使の上奏文に「俀王姓阿毎字多利思北孤 號阿輩雞彌」とあり、俀王多利思北孤の号 「阿輩雞彌」（アハケミ）が「おおきみ」を表すと考えられている。大業3年（607年）第2回遣隋使の上表文（国書）には、「日出處天子致書日沒處天子無恙云云」とあり、対外的には「天子」の称号が使われている。しかし、国内においては「大王」（おおきみ）、「治天下大王」（あめのしたしろしめすおおきみ）号が使用されていたと考えられる。
7世紀初頭に聖徳太子が建立した法隆寺の金堂薬師如来像光背銘（推古天皇15年、西暦607年）に、「池邊大宮治天下天皇」（用明天皇）、「小治田大宮治天下大王天皇」（推古天皇）とあり、治天下大王（あめのしたしろしめすおおきみ）の称号が用いられていたことが推定される（推古朝説）。しかしこの銘文自体が、「天皇」、「東宮聖王」などの語や「大御身労賜時」といった日本的な表現が使用されており、推古朝では早過ぎること、銘の書風に初唐の趣があること、像の作風や鋳造技法などから、この薬師像の制作年代は同じ法隆寺金堂にある釈迦三尊像（623年）より時代的に下るとする説があり（福山敏男など）、疑問が多い。推古朝説の他には、天智朝説、天武・持統朝説などが知られている。
万葉集には「大王」の表記が最も多く57例が見られ、他に「王」「皇」「大王」「大皇」が見られる。ただしいずれも“オオキミ”“オホキミ”と訓ませており、「王」を単一で“キミ”と訓む例はない。“キミ”に権威を背景とする君主を意味する「君」の字を当てた「大君」は万葉集には柿本人麻呂が詠んだ「やすみしし我が大君…」など数例が見えるのみである。橋本達雄は、記紀歌謡・万葉歌双方に見られるの表現を考察して、枕詞の「やすみしし」は全世界を統治する意で、天皇の称号と同様に道教の教理に基づいて案出されたものと説いている。北陸プロジェクトは、その著書の中で、「やすみしし」を漢字で表すと「八隅治し」で、八は八百万(やおよろず)や八幡(やはた、本当の漢字は八秦で「数多くの秦氏」の意)等でも分かる通り「数多くの」の意、八隅は「天下・地上の隅々まで」の意、治（し）は統治するの意、であるとする。

## 「天皇」表記の成立
「天皇」の表記については、大陸からもたらされた道教において宇宙の最高神とされる「天皇大帝」に由来するとする説が広く知られている。
天皇表記の成立時期は、初出とされる『日本書紀』にある推古紀16年9月の条の「東の天皇、敬みて西の皇帝に白す。」 であるとする従来の通説、そのほか天寿国繡帳の「斯帰斯麻宮治天下天皇」（欽明）があり、そして『懐風藻』序文で持統天皇以後についてのみ天皇表記が用いられていることを根拠に、皇后の表記とともに飛鳥浄御原令において規定され、使用されるようになったという2通りの説がある。近年では後者が有力とされる。
君主の公的な表記としての「天皇」の採用は、天武朝であった可能性が高いとされる。唐の高宗が674年に「皇帝」を「天皇」と改称したのにならい、天武天皇も天皇表記を採用したのではないかと推測されている。「天皇（大帝）」は中国古代の宇宙の最高神天帝の名で、道教思想と深い関わりを持つ が、天武の施政には道教的色彩が認められ、天武が天皇表記を用い始めたとする説を補強している。
飛鳥京跡から「大津皇」「津皇」「皇子」などの文字の見える木簡の削り屑が出土している。これらは天武の子大津皇子を指すと解釈されており、同時出土の他の木簡から天武10年（681年）のものと考えられている。天武10年に皇子表記が使用されていることは、それ以前に天皇表記が用いられていることの証左だと考えられている。
なお、「天皇」という表記の訓みは“スメラミコト”“スメロキ”が当てられている。“スメル”については「統べる」の転訛と見る説があったが、上代特殊仮名遣からこれは否定されて現在も判然としていない。万葉集には「天皇」の表記が12例知られ、このうち7例が“オオキミ”、5例が“スメロキ”と訓ませている。それぞれの文意の比較から“オオキミ”は当代の天皇、“スメロキ”は過去の歴代天皇や皇祖神 に対して用いられていることがわかっている。
なお、“スメラミコト”という呼称に関して注目される文章に天平7年（735年）に唐の玄宗が帰国する遣唐副使中臣名代に託したとされる天皇宛の勅書がある。実際の執筆者は玄宗の重臣であった張九齢によるものであるが、その宛名は「日本国王主明楽美御徳」となっている。「主明楽美御徳」は“スメラミコト”の漢字表記であると考えられるが、先行して出されたであろう日本側からの国書の段階で君主を「天皇」ではなく「国王」と表記して“スメラミコト”と称していたと推測される。もしも日本側で「天皇」と称していたのを唐側で「国王」に書き換えたとすれば、元の日本側の国書には「天皇」と“スメラミコト”という同義語の自称を併記していたことになって却って不自然だからである（なお、玄宗は「主明楽美御徳」を日本国王の姓名もしくは名前と理解していた可能性はある）。大宝律令や養老律令では蕃国（新羅や渤海）には「天皇」と称する規定が存在しているが、唐に対しては天皇が「国王」“スメラミコト”と称していた可能性が高い。